# Stati Uniti d'America ai XII Giochi olimpici invernali
Gli Stati Uniti d'America parteciparono ai XII Giochi olimpici invernali, svoltisi a Innsbruck, Austria, dal 4 al 15 febbraio 1976, con una delegazione di 106 atleti impegnati in dieci discipline.